# Amtsschild
Ein Amtsschild ist ein Hoheitszeichen in Form eines Schildes, das von Behörden zur Kennzeichnung des Dienstsitzes verwendet wird. Es wird gewöhnlich am Eingang des Dienstgebäudes angebracht. Neben den Behörden sind in Deutschland auch freiberufliche Notare und Öffentlich bestellte Vermessungsingenieure berechtigt, ein Amtsschild mit dem entsprechenden Landeswappen zu führen.

## Deutschland

### Bundesbehörden
Für Bundesbehörden im Inland ist die Gestaltung im Erlass über die Amtsschilder der Bundesbehörden von 1951 geregelt. Ein Amtsschild darf neben den unmittelbaren Bundesbehörden, wie zum Beispiel Bundesministerien, Behörden der Bundeswehr, Bundespolizei und Zoll, nur die Bundesagentur für Arbeit führen. Alle anderen rechtsfähigen bundesunmittelbaren Körperschaften, Anstalten und Stiftungen des öffentlichen Rechts sind hierzu grundsätzlich nicht berechtigt. Über die Berechtigung zur Führung des Amtsschildes entscheidet in Zweifelsfällen das Bundesministerium des Innern und für Heimat im Benehmen mit den zuständigen Fachministern.
Das Amtsschild der Bundesbehörden im Inland zeigt den Bundesadler, darunter ist die Behördenbezeichnung ohne Ortsangabe angegeben. Das Schild ist rechteckig. Im Ausland werden ovale Amtsschilder mit dem Bundesadler in der Mitte verwendet. Der Adler ist mit dem Wort „Bundesrepublik Deutschland“ und der Behördenbezeichnung (zum Beispiel „Botschaft“) umschrieben. Diese Schilder wurden bereits im Deutschen Reich seit Reichsgründung für ausländische Dienststellen verwendet.

### Baden-Württemberg
In Baden-Württemberg wird auf Amtsschildern das kleine Landeswappen und darunter die Dienststellenbezeichnung ohne Ortsangabe verwendet. Behörden, die das große Landeswappen (Regierung, Ministerpräsident, Ministerien, Vertretung des Landes beim Bund und in europäischen Angelegenheiten, Staatsgerichtshof, oberste Gerichte des Landes, Rechnungshof und Regierungspräsidien) führen dürfen, können auch auf Amtsschildern das große Landeswappen verwenden.

## Bildergalerie

Abbildungen (Auswahl)
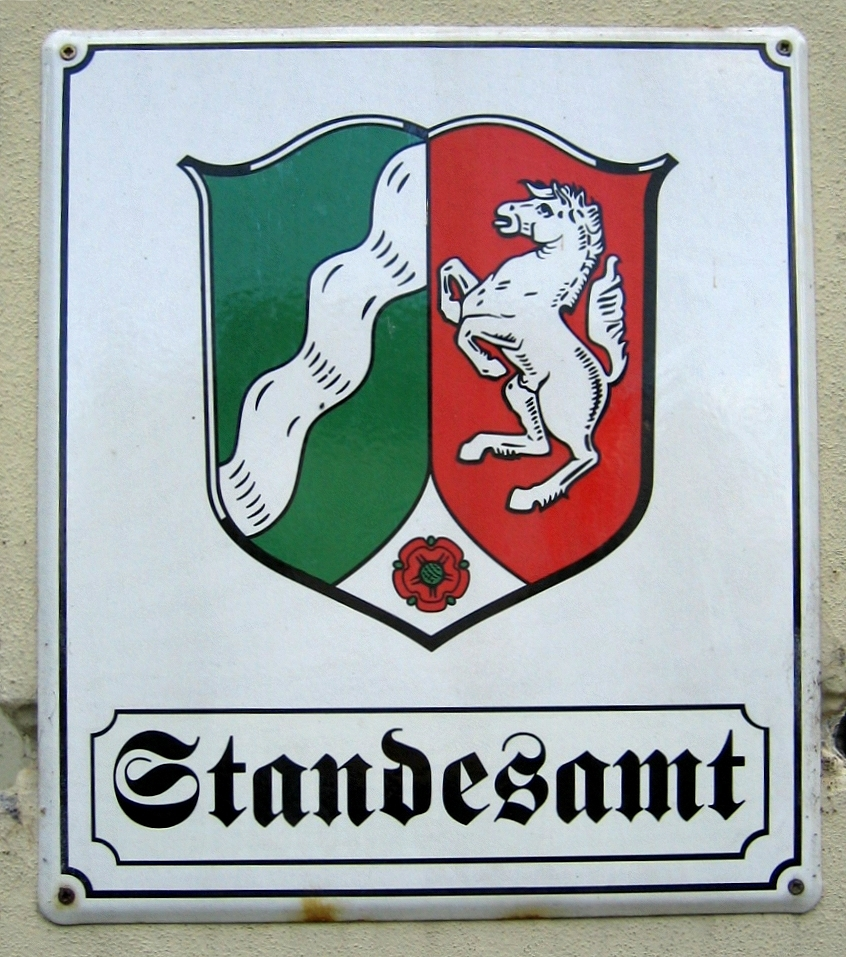
Amtsschild eines Standesamtes in Nordrhein-Westfalen
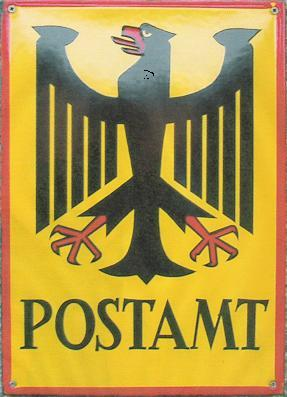
Ehemaliges Amtsschild der Deutschen Bundespost (bis 1995)
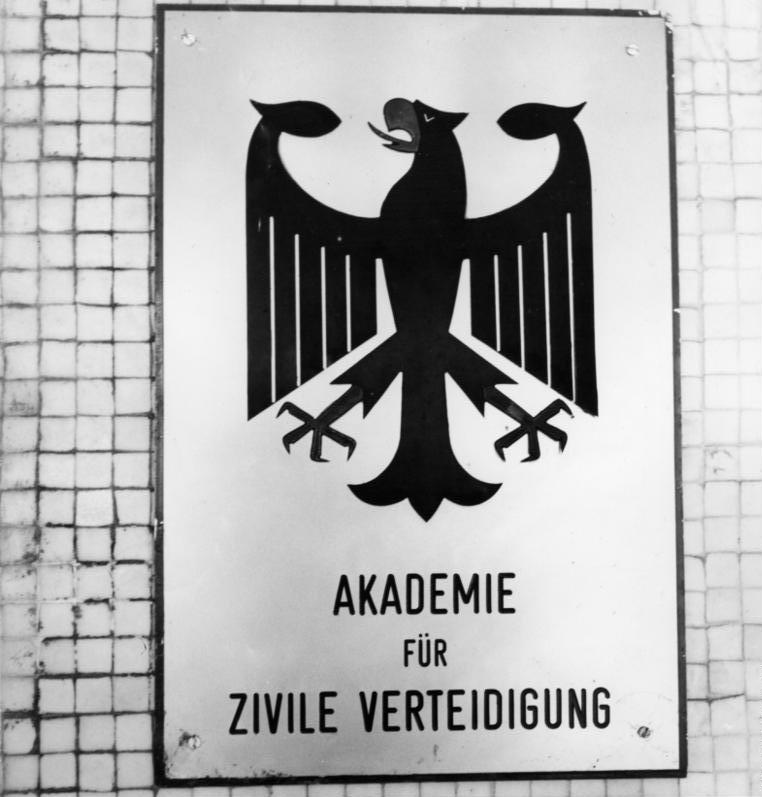
Ehemaliges Amtsschild der Akademie für Zivile Verteidigung (1973)
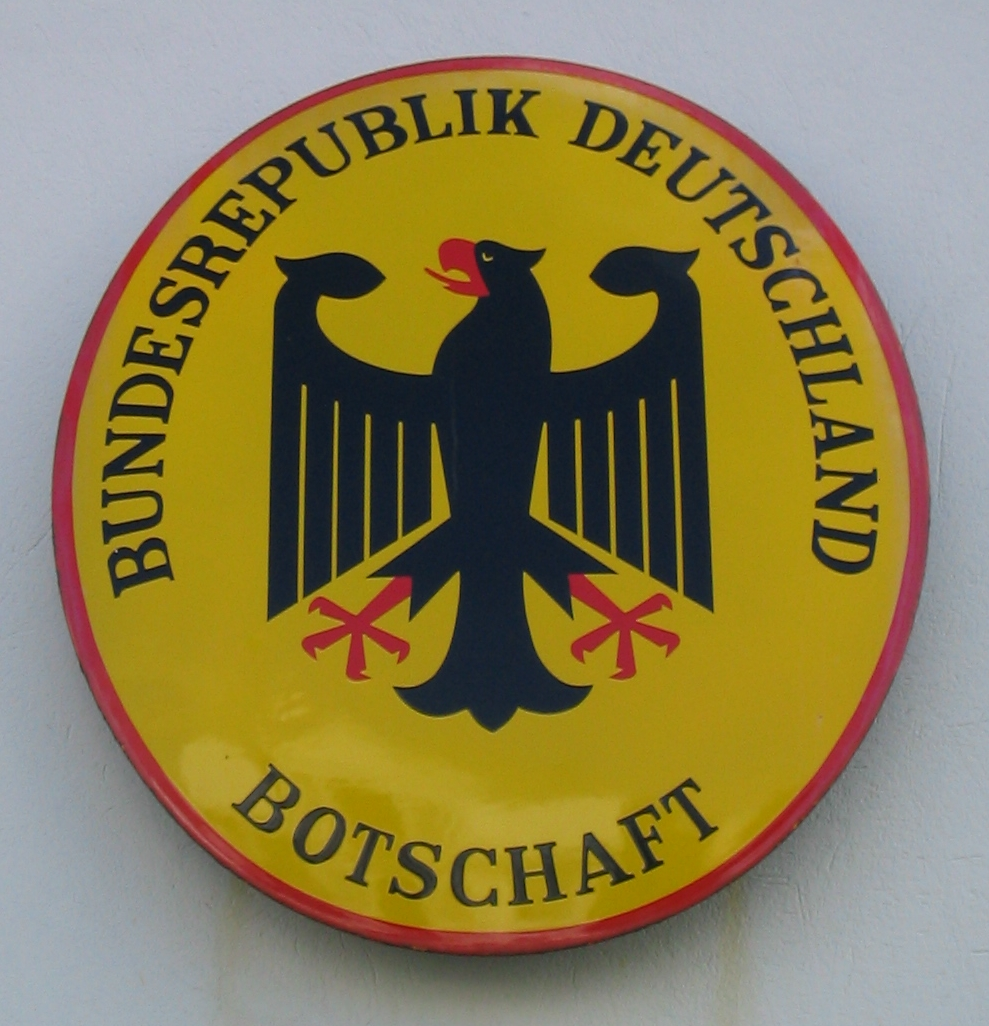
Amtsschild einer deutschen Botschaft
Amtsschild des Staatsbetrieb Sachsenforst – Nationalparkverwaltung Sächsische Schweiz in Bad Schandau